# Francis Antonysamy
Francis Antonysamy (* 15. April 1946 in Iluppur, Tamil Nadu) ist ein indischer Geistlicher und emeritierter römisch-katholischer Bischof von Kumbakonam.

## Leben
Francis Antonysamy empfing am 2. August 1974 das Sakrament der Priesterweihe.
Am 31. Mai 2008 ernannte ihn Papst Benedikt XVI. zum Bischof von Kumbakonam. Der Erzbischof von Pondicherry und Cuddalore, Antony Anandarayar, spendete ihm am 9. Juli desselben Jahres die Bischofsweihe; Mitkonsekratoren waren der Bischof von Tanjore, Devadass Ambrose Mariadoss, und der Bischof von Kottar, Peter Remigius.
Am 13. Januar 2024 nahm Papst Franziskus seinen altersbedingten Rücktritt an.